# Hedley (Teksas)
Hedley – miasto w Stanach Zjednoczonych, w stanie Teksas, w hrabstwie Donley.